# Erik Prekop
Erik Prekop (Trenčín, 8 de octubre de 1997) es un futbolista eslovaco que juega en la demarcación de delantero para el FC Baník Ostrava de la Liga de Fútbol de la República Checa.

## Selección nacional
Hizo su debut con la selección absoluta de Eslovaquia el 7 de junio contra Grecia en un partido amistoso que finalizó con un resultado de 4-1 a favor del combinado griego tras un gol de Dávid Hancko para Eslovaquia, y de Giannis Konstantelias, Vangelis Pavlidis, Tasos Douvikas y un autogol de David Hrnčár para Grecia.

## Clubes
| Club                         | País            | Año       | Partidos | Goles |
| ---------------------------- | --------------- | --------- | -------- | ----- |
| FK AS Trenčín                | Eslovaquia      | 2016-2017 | 17       | 1     |
| FK Slovan Nemšová (cedido)   | Eslovaquia      | 2017      |          |       |
| FK Inter Bratislava (cedido) | Eslovaquia      | 2017-2018 | 26       | 9     |
| FC Petržalka (cedido)        | Eslovaquia      | 2018-2019 | 26       | 12    |
| FC Hradec Králové            | República Checa | 2019-2022 | 84       | 20    |
| Bohemians 1905               | República Checa | 2022-2024 | 63       | 14    |
| FC Baník Ostrava             | República Checa | 2024-     | 46       | 12    |